# 埃克利·布林頓·考克斯
埃克利·布林頓·考克斯（英語：Eckley Brinton Coxe，1839年6月4日—1895年5月13日）是一位來自賓夕法尼亞州的美國採礦工程師、大亨、州參議員和慈善家。
從1881年到1884年，他擔任賓夕法尼亞州參議院的第21選區的民主黨議員。

## 生平
埃克利·布林頓·考克斯1839年6月4日出生於賓夕法尼亞州，父親是查爾斯·西德尼·考克斯（Charles Sidney Coxe，1791年到1879年），母親是安娜·瑪麗亞·布林頓（Anna Maria Brinton，1801年到1876年），他的曾曾祖父是丹尼爾·考克斯，他的祖父是丁奇·考克斯，他的堂兄是喬治·B·麥克萊倫。